# ميغيل كاردوزو
جوزيه ميغيل أزيفيدو كاردوزو (بالبرتغالية: José Miguel Azevedo Cardoso‏)هو مدرب كرة قدم برتغالي، ولد في 28 مايو 1972 في تروفا في البرتغال.

## وصلات خارجية
- ميغال كاردوزو على موقع قاعدة بيانات كرة القدم.إي يو (الإنجليزية)
- ميغال كاردوزو على موقع Soccerway.com (الإنجليزية)